# 3 км (разъезд, Даугавпилс — Курцумс)
3 км (латыш. 3. kilometrs) — железнодорожный разъезд Латвийской железной дороги на территории города Даугавпилса. Разъезд расположен на слиянии железнодорожных линий Даугавпилс-сортировочная — Курцумс и Эглайне — Даугавпилс, также отсюда расходятся ветки на Даугавпилс-пасажиеру и Даугавпилс-сортировочную.

## История
Разъезд открыт в 1942 году под названием Даугавтилтс (Даугавский мост). Позже назывался «Пост Мост»..